# Новоалтибаєво
Новоалтибаєво (рос. Новоалтыбаево, башк. Яңы Алтыбай) — присілок у складі Бураєвського району Башкортостану, Росія. Входить до складу Челкаковської сільської ради.
Населення — 66 осіб (2010; 102 у 2002).
Національний склад:
- башкири — 98 %